# شمیدبرگ (زاکسونی)
شمیدبرگ (به آلمانی: Schmiedeberg) یک منطقهٔ مسکونی در آلمان است که در دیپلدیزوالده واقع شده‌است. شمیدبرگ ۴٬۴۶۷ نفر جمعیت دارد.